# Diocesi di Arua
La diocesi di Arua (in latino Dioecesis Aruaënsis) è una sede della Chiesa cattolica in Uganda suffraganea dell'arcidiocesi di Gulu. Nel 2022 contava 2.391.035 battezzati su 3.427.724 abitanti. È retta dal vescovo Sabino Ocan Odoki.

## Territorio
La diocesi comprende i distretti di Koboko, Yumbe, Moyo, Adjumani, Maracha-Terego e Arua nella regione Settentrionale dell'Uganda.
Sede vescovile è la città di Arua, dove si trova la cattedrale del Sacro Cuore.
Il territorio si estende su 10.562 km² ed è suddiviso in 60 parrocchie.

## Storia
La diocesi è stata eretta il 23 giugno 1958 con la bolla Qui summam di papa Pio XII, ricavandone il territorio dalla diocesi di Gulu (oggi arcidiocesi).
Il 23 febbraio 1996 ha ceduto una porzione del suo territorio a vantaggio dell'erezione della diocesi di Nebbi.
Originariamente suffraganea dell'arcidiocesi di Rubaga (dal 5 agosto 1966 chiamata Kampala), con l'erezione della provincia ecclesiastica di Gulu il 2 gennaio 1999, divenne suffraganea di quest'ultima.

## Cronotassi dei vescovi
Si omettono i periodi di sede vacante non superiori ai 2 anni o non storicamente accertati.
- Angelo Tarantino, F.S.C.I. † (12 febbraio 1959 - 29 dicembre 1984 ritirato)
- Frederick Drandua † (27 maggio 1986 - 19 agosto 2009 dimesso)
- Sabino Ocan Odoki, dal 20 ottobre 2010

## Statistiche
La diocesi nel 2022 su una popolazione di 3.427.724 persone contava 2.391.035 battezzati, corrispondenti al 69,8% del totale.
| anno | popolazione | popolazione | popolazione | presbiteri | presbiteri | presbiteri | presbiteri                | diaconi | religiosi | religiosi | parrocchie |
| anno | battezzati  | totale      | %           | numero     | secolari   | regolari   | battezzati per presbitero | diaconi | uomini    | donne     | parrocchie |
| ---- | ----------- | ----------- | ----------- | ---------- | ---------- | ---------- | ------------------------- | ------- | --------- | --------- | ---------- |
| 1959 | 198.824     | 400.000     | 49,7        | 41         | 12         | 29         | 4.849                     |         | 63        | 47        | 12         |
| 1970 | 357.800     | 662.076     | 54,0        | 70         | 20         | 50         | 5.111                     |         | 96        | 91        | 27         |
| 1980 | 473.531     | 816.200     | 58,0        | 61         | 24         | 37         | 7.762                     |         | 65        | 76        | 29         |
| 1990 | 635.612     | 1.389.163   | 45,8        | 74         | 45         | 29         | 8.589                     |         | 67        | 207       | 33         |
| 1999 | 577.083     | 1.030.506   | 56,0        | 85         | 61         | 24         | 6.789                     |         | 56        | 124       | 24         |
| 2000 | 582.800     | 1.032.506   | 56,4        | 119        | 94         | 25         | 4.897                     |         | 60        | 125       | 25         |
| 2001 | 584.700     | 1.033.804   | 56,6        | 129        | 96         | 33         | 4.532                     |         | 69        | 130       | 29         |
| 2002 | 587.600     | 1.223.857   | 48,0        | 129        | 104        | 25         | 4.555                     |         | 61        | 130       | 28         |
| 2003 | 600.000     | 1.499.775   | 40,0        | 108        | 86         | 22         | 5.555                     |         | 58        | 86        | 26         |
| 2004 | 610.050     | 1.560.890   | 39,1        | 99         | 67         | 32         | 6.162                     | 1       | 56        | 131       | 27         |
| 2006 | 670.000     | 1.650.275   | 40,6        | 88         | 58         | 30         | 7.613                     | 1       | 69        | 129       | 29         |
| 2007 | 691.000     | 1.703.000   | 40,6        | 100        | 67         | 33         | 6.910                     | 5       | 73        | 132       | 31         |
| 2012 | 928.000     | 2.005.000   | 46,3        | 120        | 84         | 36         | 7.733                     |         | 82        | 135       | 36         |
| 2015 | 1.671.474   | 2.873.929   | 58,2        | 93         | 63         | 30         | 17.972                    |         | 65        | 100       | 41         |
| 2018 | 2.202.019   | 3.210.790   | 68,6        | 112        | 79         | 33         | 19.660                    |         | 92        | 144       | 49         |
| 2020 | 2.436.600   | 3.505.500   | 69,5        | 158        | 111        | 47         | 15.421                    |         | 100       | 161       | 54         |
| 2022 | 2.391.035   | 3.427.724   | 69,8        | 146        | 103        | 43         | 16.376                    |         | 87        | 172       | 60         |